# Cathédrale Saint-Barthélemy de Pilsen
Cette cathédrale Saint-Barthélemy (en tchèque : katedrála svatého Bartoloměje) est un lieu de culte catholique et un monument historique de la ville de Pilsen, en République tchèque. Église paroissiale jusqu'en 1993, elle prend le titre de cathédrale lors de la création du diocèse de Pilsen par le pape Jean-Paul II. 
Haute de 102 mètres, sa flèche constitue un repère majeur dans le paysage urbain et est une des plus hautes structures de ce type en République tchèque.

## Historique
La construction de l'église actuelle débute en 1295, mais ne trouve son plein essor que près de vingt-cinq ans plus tard, sous l'impulsion de l'ordre des chevaliers teutoniques. Le gros-œuvre est achevé vers 1330 avec la construction des tours bordant la façade ouest, mais seules leurs bases sont alors achevées. 
La construction de la tour nord se poursuit durant une partie du XIVe siècle tandis que faute de moyens, les travaux de la tour sud sont rapidement arrêtés. L'église ne reçoit ses voûtes qu'à partir de 1480.
Un incendie ravage l'édifice en 1507, poussant les autorités ecclésiastiques à entreprendre une grande campagne de reconstruction entre 1510 et 1529. Au XVIIe siècle, l'église est réaménagée et redécorée dans le style baroque, ce qui est marqué par l’ajout de peintures monumentales, d'un nouveau maître-autel et de retables. Ces ajoûts sont supprimés dans le courant du XIXe siècle.
En 1835, la tour nord est frappée par la foudre. Très endommagée, elle est reconstruite deux ans plus tard et dotée d'une flèche encore plus haute que la précédente, celle qu'on peut voir aujourd'hui. Haute de 102 mètres, elle compte parmi les plus hautes de la République tchèque.

## Description
Avec ses trois vaisseaux d'égale hauteur (25 mètres), la cathédrale est le prototype même de l'église-halle. Son plan est de type basilical, dépourvu de transept. L'ensemble formé par la nef et le chevet, dépourvu de déambulatoire, est long de 58 mètres pour une largeur maximale de 30 mètres. Les voûtes « en étoile » sont caractéristiques du gothique tardif ou flamboyant.
Le sanctuaire abrite une statue de la Vierge dite « Madone de Pilsen » (Plzeňské madony) datée de 1390.